# 董巒
董峦，字仲舒，营阳郡（今湖南省道县东北）人，南北朝军事人物。
北魏太平真君末年，他跟随父亲从北魏逃往南朝宋。虽在江南长大，但他了解北方的语言和习俗。他性格勇武刚健，读书较少。永明三年（485年），被任命为南朝齐的宁州刺史。永明五年（487年），在宁州设置益宁郡，将武阳、绵水两县划归其管辖。永明七年（489 年），奉鱼复侯萧子响之命，改用“仲舒”作为蛮人的名字。永明末年，武兴王杨集始归附北魏后，董峦（仲舒）奉齐明帝之命前去攻打。建武二年（495年）正月，他被北魏平南将军王肃击败并俘虏。董峦被带到魏孝文帝面前，孝文帝询问南朝的情况，他因恐惧而无法回答，多次看向儿子董景曜。董景曜代替父亲，滔滔不绝地讲述了齐明帝即位的相关情况。之后，董峦被任命为越骑校尉，董景曜担任员外郎。后来，董峦因企图再次逃往南朝，获罪被流放到朔州。太和二十一年（497年），孝文帝攻打汉阳时，将董峦召回随军出征。董景曜进入洛阳后，向孝文帝密告，称父亲必定会叛变。北魏军队进驻鲁阳后，董峦独自骑马向南逃走，进入南阳、新野等地，告知当地魏军即将到来，劝他们加强防备。南齐南阳郡太守房伯玉和新野郡太守刘忌都表示无需担心，董峦则强调魏军兵力强大，告诫他们不要乐观。他从边境向北呼喊着董景曜的名字，哀叹儿子不顾及自己而归顺北魏。董景曜被幽禁在孝文帝的行宫后，遭到斩杀。董峦此后事迹不详。